# Elaphria isse
Elaphria isse là một loài bướm đêm trong họ Noctuidae.